# Dispečer (seriál)
Dispečer je československý komediální televizní seriál vzniklý v produkci Československé televize, která jej také v letech 1971–1972 vysílala. Devítidílný seriál natočil podle scénáře Jaroslava Dietla režisér Zdeněk Havlíček. Seriál pojednává o příhodách rodiny ostravského horníka Leopolda Juřici, který zároveň působí jako kapelník dechové kapely.

## Příběh
Ostravský havíř Leopold Juřica založil před lety hornickou dechovou kapelu, kterou také jako přísný kapelník a dirigent vede. Jeho kolegové a kamarádi ze souboru jsou mu velmi blízcí a jakékoliv problémy kapely se přenesou i do rodinného života Juřici. Ten žije se svou hodnou a chápající manželkou Štěpánkou a dcerou Hedvikou, jež má moderní názory a která pracuje jako učitelka na základní škole. Právě Hedvika přivede domů svého přítele Dušana, aby se seznámil s rodiči, neboť se chtějí brát. Celá rodina se bojí, jak jej otec přijme, ale když zjistí, že Dušan právě nastoupil do pozice báňského dispečera ve stejném dole, v němž pracuje Juřica, možné ostré hrany se otupí a mladík je srdečně přijat do rodiny, k níž prakticky patří i otcova kapela.

## Obsazení
- Josef Kobr jako Leopold „Polda“ Juřica, horník a kapelník
- Marie Preislerová jako Štěpánka Juřicová, Leopoldova manželka
- Valerie Chmelová jako Hedvika Juřicová, učitelka, dcera Leopolda a Štěpánky
- Jaroslav Kaňkovský jako Dušan Rýgel, báňský dispečer, přítel Hedviky
- Emil Horváth st. jako Josef Valošek, soused
- Jiří Wimmer jako Václav Juřica, syn Leopolda a Štěpánky
- Jan Vlasák jako Karel Juřica, syn Leopolda a Štěpánky

## Produkce
V roce 1942 měla v Ostravě premiéru hornická opereta Děvčátko z kolonie, kterou napsal skladatel Rudolf Kubín. Dílo mělo mezi diváky značný úspěch, jenž nevymizel ani při obnovené premiéře v roce 1955. Režisérem novějšího nastudování byl Josef Kobr, který v původní verzi sám účinkoval v roli kapelníka. Ostravský televizní režisér Zdeněk Havlíček přišel počátkem 70. let 20. století za Kobrem s nápadem televizní adaptace Kubínovy operety. Hana Juračáková, produkční ostravského televizního studia, oslovila pro tvorbu scénáře Jaroslava Dietla, který v té době začínající normalizace nebyl pro pražskou televizi z politických důvodů vítanou osobou. Dietl z původní předlohy využil pouze některé prvky a vytvořil zcela nový komediální příběh s názvem Dispečer a děvčátko z kolonie, obsahující Kubínovy písně. Režisér Havlíček obsadil do hlavní role kapelníka Juřici právě Josefa Kobra, kterému psal Dietl roli přímo na tělo. Role rodinných příslušníků získali Marie Preislerová, Valerie Chmelová a Jaroslav Kaňkovský a vedlejší postavy členů kapely ztvárnili herci, kteří se na televizních obrazovkách objevovali jen zřídka (například Karel Vochoč, Bohuslav Čáp, Josef Haukvic či Alois Müller). Vzhledem k úspěchu snímku na něj navázaly další díly, čímž vznikl první televizní seriál ostravského televizního studia. I v dalších epizodách hrála velkou roli dechová kapela a její písně z pera Rudolfa Kubína, pro dechovku zaranžované Pavlem Staňkem. Natáčení probíhalo v letech 1971 a 1972 v Ostravě a okolí, včetně areálu dolů, například ve Stonavě.

## Vysílání
Seriál Dispečer uvedla Československá televize na I. programu od září 1971 do září 1972. První díl měl premiéru 11. září 1971 (při příležitosti Dne horníků), druhý díl se na obrazovkách objevil 18. prosince 1971 a další následovaly v přibližně měsíční periodě (s přestávkou během července a srpna), takže poslední devátá část byla odvysílána 9. září 1972. Seriál byl zařazen do večerního vysílání v hlavním vysílacím čase, začátky jednotlivých dílů o délce od 48 do 70 minut byly v rozmezí od 19.50 do 21.20 hodin.

### Seznam dílů
| Č. v seriálu | Název                         | Režie           | Scénář         | Datum premiéry    |
| ------------ | ----------------------------- | --------------- | -------------- | ----------------- |
| 1            | Dispečer a děvčátko z kolonie | Zdeněk Havlíček | Jaroslav Dietl | 11. září 1971     |
| 2            | Dispečer a vládce rodiny      | Zdeněk Havlíček | Jaroslav Dietl | 18. prosince 1971 |
| 3            | Dispečer a automobil          | Zdeněk Havlíček | Jaroslav Dietl | 29. ledna 1972    |
| 4            | Dispečer a švagři             | Zdeněk Havlíček | Jaroslav Dietl | 26. února 1972    |
| 5            | Dispečer a maškarní ples      | Zdeněk Havlíček | Jaroslav Dietl | 25. března 1972   |
| 6            | Dispečer a slabikář           | Zdeněk Havlíček | Jaroslav Dietl | 22. dubna 1972    |
| 7            | Dispečer a rozvod             | Zdeněk Havlíček | Jaroslav Dietl | 19. května 1972   |
| 8            | Dispečer a trumpeta           | Zdeněk Havlíček | Jaroslav Dietl | 17. června 1972   |
| 9            | Dispečer a konec kapely       | Zdeněk Havlíček | Jaroslav Dietl | 9. září 1972      |

## Přijetí
Komentář v deníku Lidová demokracie označil první díl seriálu za „[d]obrou zábavu v nejvlastnějším slova smyslu“ a povšiml si, že Dietlův příběh „přinesl dobře odpozorované životní typy lidí“, takže jednotlivé obyčejné postavy, jsou divákům blízké a sympatické. Rudé právo v článku, který po skončení seriálu vyšel, uvedlo, že pořad měl divácký úspěch, i když podle autora textu nešlo o nejzdařilejší dílo Jaroslava Dietla. Kritizoval někdy až moc prosté zápletky či nelogičnosti v příbězích, avšak pochválil Dietlovy dialogy i jeho schopnost si všímat detailů. Kriticky se vyjádřil i k rodinnému seriálu coby žánru, který se podle něj věnuje drobným patáliím v životech rodin, ale nereflektuje „závažnější společenské problémy“. Zdenka Silanová v týdeníku Tvorba kritizovala scénář, kladně však hodnotila herecké výkony hlavních představitelů, zejména Josefa Kobra. Obdobně hodnotil scénář a dramaturgii seriálu v Tvorbě Jan Lederer, který jej označil za „vkusnou lidovou zábavu“ bez propojení s reálným životem, čímž myslel nepravděpodobnost prostředí, izolovanost od okolního světa, chtěnou nadčasovost a osobní problémy, které jsou líčeny jako katastrofy. Naopak autor článku v týdeníku Naše rodina byl s pořadem spokojený s tím, že „ukazuje problémy a všední život obyčejných lidí s patřičnou dávkou humoru“. Rovněž Mojmír Strachota uvedl v týdeníku Průboj, že tento „[j]ednoduchý, vpravdě životní cyklus, nenásilně vykonstruovaný z ‚všednosti‘ […] prozatím baví, někoho strhuje“ a vyzdvihl Dietlovy scénáře i herecké výkony.